# Étang des Bésines
L’étang des Bésines est un étang des Pyrénées françaises situé sur la commune de Mérens-les-Vals dans le département de l'Ariège en région Occitanie.

## Géographie
De forme allongée (6,8 ha) et situé à une altitude de 1 960 m, l'étang des Bésines est traversé par le ruisseau des Bésines qui se jette dans l'Ariège quelque deux kilomètres plus loin.
Il est encadré par le Pic d'Auriol (2 695 m) au nord et le Puig Pedrós (2 842 m) au sud. À chacune de ses deux extrémités se trouve une cabane tandis que le refuge des Bésines est situé à environ 300 m à l'est.

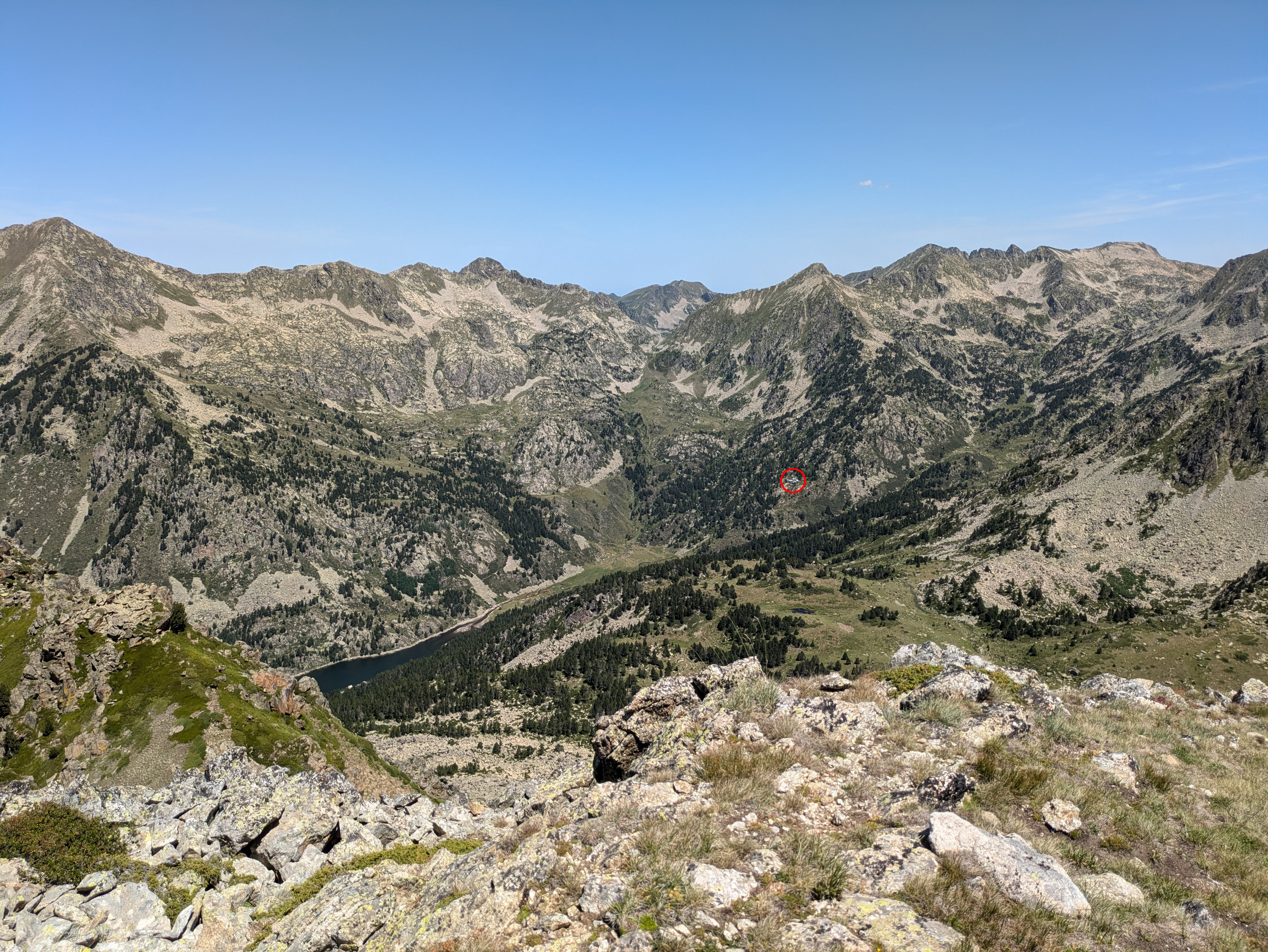
La vallée des Bésines, avec l'étang en bas, Pic d'Auriol en haut à gauche, et le refuge des Bésines (cercle rouge).

## Histoire
L'étang a été surélevé par un barrage-déversoir rentré en service en 1960 afin d'alimenter l'usine hydroélectrique de L'Hospitalet-près-l'Andorre dans le cadre d'un réseau complexe de conduites forcées.

## Voies d'accès
L'étang des Bésines est accessible uniquement à pied par le GR 10 (entre Mérens-les-Vals et l'étang de Lanoux) et le GR 107 (entre l'Hospitalet-près-l'Andorre et Porté-Puymorens).